# House of 1000 Corpses

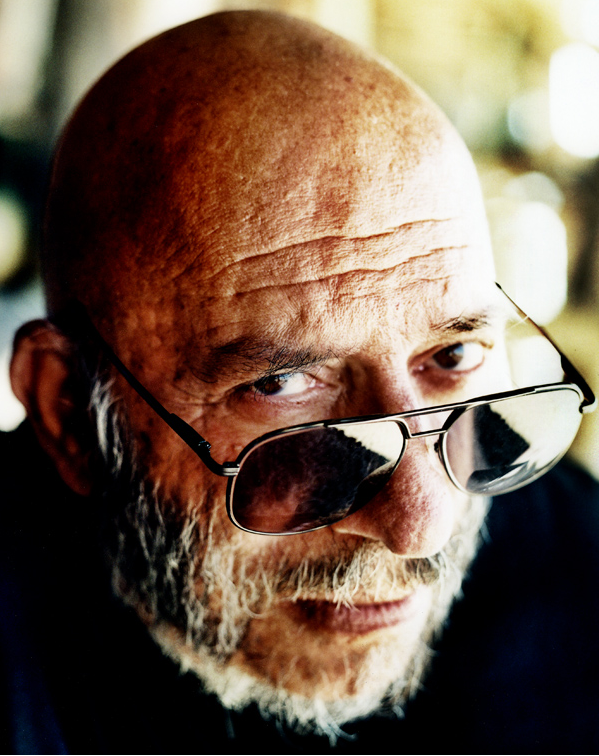
Sid Haig

House of 1000 Corpses is een Amerikaanse horrorfilm uit 2003 onder regie van Rob Zombie. Het was diens regiedebuut. Zombie probeerde met de film de sfeer van de exploitatie-horror uit de jaren 70 te benaderen. Hij bracht in 2005 The Devil's Rejects en in 2019 3 from Hell uit, waarin een deel van de hoofdpersonages terugkeert.

## Verhaal
De twintigers Jerry Goldsmith (Chris Hardwick), Denise Willis (Erin Daniels), Bill Hudley (Rainn Wilson) en Mary Knowles (Jennifer Jostyn) reizen eind jaren zeventig door het platteland van Texas. Onderweg stoppen ze bij het tankstation van Captain Spaulding (Sid Haig). Deze weet van alles te vertellen over 'Dr. Satan', een wellicht ooit bestaande doorgedraaide dokter die in die contreien geleefd zou hebben.
Nieuwsgierig geraakt, volgen de vier Spauldings aanwijzingen naar waar Dr. Satan aan zijn einde zou zijn gekomen. Onderweg pikken ze de knappe liftster Baby Firefly (Sheri Moon) op. Wanneer ze een lekke band krijgen, komen de vier terecht bij Baby Firefly thuis, waar ze kennismaken met haar familieleden Moeder Firefly (Karen Black), Rufus 'R.J.' Firefly Jr (Robert Allen Mukes), Otis Driftwood (Bill Moseley), Tiny Firefly (Matthew McGrory) en opa Hugo (Dennis Fimple).
De kijker weet dan al dat het kwartet terecht is gekomen in het huis van een familie die moord en marteling tot sport heeft gemaakt. De vier reizigers weten het eveneens al snel. De experimentatieruimte van Dr. Satan bestaat en ligt in een ondergronds gewelf van het land van de Firefly's. Wanneer Captain Spaulding weer opduikt, blijkt hij de reizigers niet per ongeluk hiernaartoe gestuurd te hebben.

## Rolverdeling
| Acteur             | Personage                 |
| ------------------ | ------------------------- |
| Sid Haig           | Captain Spaulding         |
| Bill Moseley       | Otis B. Driftwood         |
| Sheri Moon Zombie  | Baby Firefly              |
| Karen Black        | Mother Firefly            |
| Erin Daniels       | Denise Willis             |
| Chris Hardwick     | Jerry Goldsmith           |
| Jennifer Jostyn    | Mary Knowles              |
| Rainn Wilson       | Bill Hudley               |
| Walton Goggins     | Deputy Steve Naish        |
| Tom Towles         | Lieutenant George Wydell  |
| Matthew McGrory    | Tiny Firefly              |
| Robert Allen Mukes | Rufus "R.J." Firefly, Jr. |
| Dennis Fimple      | Grandpa Hugo              |
| Walter Phelan      | Dr. Satan                 |
| Michael J. Pollard | Stucky                    |
| Tom Kingstonly     | By-stander #12            |

## Prijzen
Haigs vertolking van Captain Spaulding werd op de Fangoria Chainsaw Awards verkozen tot beste bijrol. De film kreeg op Fantasporto een prijs voor de beste speciale effecten.

## Trivia
- De stem op de band die telkens herhaald wordt in het ondergrondse gewelf is een opname van de stem van Aleister Crowley, die zijn gedicht The Poet voordraagt.
- "House of 1000 Corpses" bleek de laatste film waar acteur Dennis Fimple in meespeelde.
- De verhaalstructuur van de film is ongeveer vergelijkbaar met die van The Texas Chainsaw Massacre.